# Fadenkreuz (Heraldik)
Das Fadenkreuz ist in der Heraldik ein aus sehr dünnen Balken und Pfählen gebildetes Kreuz. 
Balken und Pfahl sind bei den meistens als Heroldsbild im Wappen vorkommenden Kreuzen zur Strichstärke, zum heraldischen Faden, geschrumpft. Ein waagerechter und ein senkrechter Faden bilden die Grundform.
Verschiedene Kreuzformen sind bekannt: Liegen zwei Fäden parallel waagerecht und senkrecht, wird ein Zwillingsfadenkreuz blasoniert. Sind in beiden Richtungen je drei Fäden zum Kreuz geordnet, ist es ein Drillingsfadenkreuz. Ein mit vier, selten mehr gekreuzten Fäden gebildetes Kreuz ist dann nicht mehr als Fadenkreuz, sondern als Gitterkreuz zu bezeichnen. Senkrechte und als Andreaskreuz gelegte Kreuze kommen vor. Die Fäden werden in einer Tingierung dargestellt und sollen sich von der Feldfarbe abheben. Eine Bewinkelung ist mit allen gemeinen Figuren möglich.

## Beispiele

Fadenkreuz mit vier Kreuzen bewinkelt
Zwillingsfadenkreuz
Drillingsfadenkreuz
Gitterkreuz